# 维万
维万（法語：Vivoin，法語發音：[vivwɛ̃]）是法国萨尔特省的一个市镇，属于马梅尔斯区。

## 地理
维万（48°14'1"N, 0°9'21"E）面积18.26 平方千米，位于法国卢瓦尔河地区大区萨尔特省，该省份为法国西北部内陆省份，北起顺时针与奥恩省、厄尔-卢瓦省、卢瓦-谢尔省、安德尔-卢瓦尔省、曼恩-卢瓦尔省和马耶讷省接壤，是法国大西部的入口，连接卢瓦尔河谷、布列塔尼和巴黎盆地。
与维万接壤的市镇（或旧市镇、城区）包括：杜塞勒、萨尔特河畔博蒙、谢朗塞、瑞耶、卢塞苏巴隆、马雷谢、默尔塞、皮亚塞。

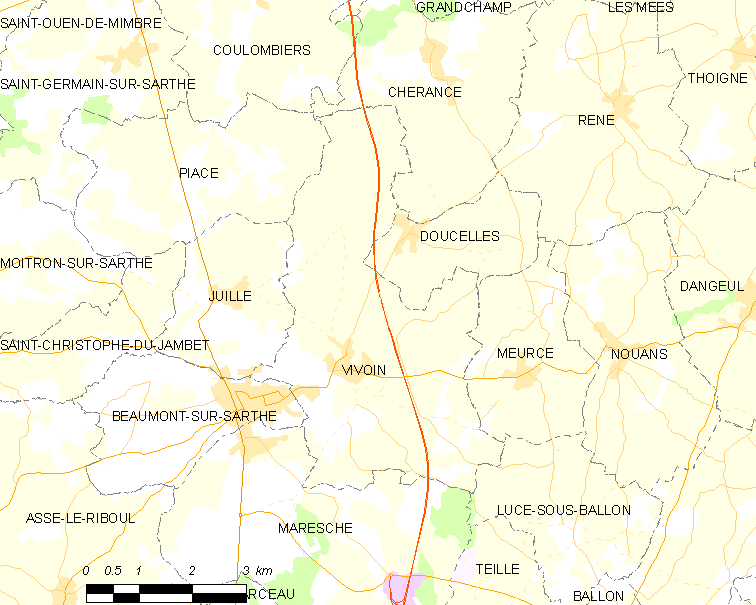
维万的OSM定位图

维万的时区为UTC+01:00、UTC+02:00（夏令时）。

## 行政
维万的邮政编码为72170，INSEE市镇编码为72380。

## 政治
维万所属的省级选区为锡耶勒纪尧姆县。

## 人口

1962-2008年间维万人口变化图示

维万于2022年1月1日时的人口数量为899人。